# Euproctis ochrias
Euproctis ochrias är en fjärilsart som beskrevs av Collenette 1947. Euproctis ochrias ingår i släktet Euproctis och familjen tofsspinnare. Inga underarter finns listade i Catalogue of Life.